# Lista odcinków serialu Buffy: Postrach wampirów
Lista odcinków serialu Buffy: Postrach wampirów obejmuje jedną serię dwunastoodcinkową i sześć serii mających po 22 odcinki.

## Przegląd serii
| Sezon | Sezon | Odcinki | Premiera serii      | Finał serii    | Wydania DVD       | Wydania DVD          | Wydania DVD       | Wydania DVD      |
| Sezon | Sezon | Odcinki | Premiera serii      | Finał serii    | Region 1          | Region 2             | Region 4          | Polska           |
| ----- | ----- | ------- | ------------------- | -------------- | ----------------- | -------------------- | ----------------- | ---------------- |
|       | 1     | 12      | 10 marca 1997       | 2 czerwca 1997 | 15 stycznia 2002  | 27 listopada 2000    | 20 listopada 2000 | 5 listopada 2007 |
|       | 2     | 22      | 15 września 1997    | 19 maja 1998   | 11 czerwca 2002   | 21 maja 2001         | 15 czerwca 2001   | 18 kwietnia 2008 |
|       | 3     | 22      | 29 września 1998    | 13 lipca 1999  | 7 stycznia 2003   | 29 października 2001 | 22 listopada 2001 | 30 kwietnia 2007 |
|       | 4     | 22      | 5 października 1999 | 23 maja 2000   | 10 czerwca 2003   | 13 maja 2002         | 20 maja 2002      | n/a              |
|       | 5     | 22      | 26 września 2000    | 22 maja 2001   | 9 grudnia 2003    | 28 października 2002 | 29 listopada 2002 | n/a              |
|       | 6     | 22      | 2 października 2001 | 21 maja 2002   | 25 maja 2004      | 12 maja 2003         | 20 kwietnia 2003  | n/a              |
|       | 7     | 22      | 24 września 2002    | 20 maja 2003   | 16 listopada 2004 | 5 kwietnia 2004      | 15 maja 2004      | n/a              |

## Sezon pierwszy
| Nr | #  | Tytuł                              | Tytuł polski                      | Reżyseria            | Scenariusz                                  | Premiera         | Kod  |
| -- | -- | ---------------------------------- | --------------------------------- | -------------------- | ------------------------------------------- | ---------------- | ---- |
| 0  | 0  | The Unaired Pilot                  | –                                 | Josh Whedon          | Joss Whedon                                 | nieemitowany     | 4V79 |
| 1  | 1  | Welcome to the Hellmouth (Part 1)  | Witajcie u wrót piekieł (Część 1) | Charles Martin Smith | Joss Whedon                                 | 10 marca 1997    | 4V01 |
| 2  | 2  | The Harvest (Part 2)               | Żniwa (Część 2)                   | John T. Kretchmer    | Joss Whedon                                 | 10 marca 1997    | 4V02 |
| 3  | 3  | The Witch                          | Wiedźma                           | Stephen Cragg        | Dana Reston                                 | 17 marca 1997    | 4V03 |
| 4  | 4  | Teacher’s Pet                      | Biologia z modliszką              | Bruce Seth Green     | David Greenwalt                             | 21 marca 1997    | 4V04 |
| 5  | 5  | Never Kill a Boy on the First Date | Nie zabijaj na pierwszej randce   | David Semel          | Dean Batali, Rob Des Hotel                  | 31 marca 1997    | 4V05 |
| 6  | 6  | The Pack                           | Zwierzęcy instynkt                | Bruce Seth Green     | Matt Kiene, Joe Reinkemeyer                 | 7 kwietnia 1997  | 4V06 |
| 7  | 7  | Angel                              | Anioł ciemności                   | Scott Brazil         | David Greenwalt                             | 14 kwietnia 1997 | 4V07 |
| 8  | 8  | I Robot ... You Jane               | Ja, robot... Ty, Jane             | Stephen L. Posey     | Ashley Gable, Thomas A. Swyden              | 28 kwietnia 1997 | 4V08 |
| 9  | 9  | The Puppet Show                    | Teatrzyk kukiełkowy               | Ellen S. Pressman    | Dean Batali, Rob Des Hotel                  | 5 maja 1997      | 4V09 |
| 10 | 10 | Nightmares                         | Koszmary                          | Bruce Seth Green     | Joss Whedon                                 | 12 maja 1997     | 4V10 |
| 11 | 11 | Out of Mind, Out of Sight          | Co z oczu, to...                  | Reza Badiyi          | Joss Whedon, Ashley Gable, Thomas A. Swyden | 19 maja 1997     | 4V11 |
| 12 | 12 | Prophecy Girl                      | Dziewczyna z przepowiedni         | Joss Whedon          | Joss Whedon                                 | 2 czerwca 1997   | 4V12 |

## Sezon drugi
| Nr | #  | Tytuł                            | Tytuł polski                    | Reżyseria          | Scenariusz                   | Premiera             | Kod  |
| -- | -- | -------------------------------- | ------------------------------- | ------------------ | ---------------------------- | -------------------- | ---- |
| 13 | 1  | When She Was Bad                 | Kiedy ona była zła              | Joss Whedon        | Joss Whedon                  | 15 września 1997     | 5V01 |
| 14 | 2  | Some Assembly Required           | Rozszerzony przegląd            | Bruce Seth Green   | Ty King                      | 22 września 1997     | 5V02 |
| 15 | 3  | School Hard                      | Twarda szkoła                   | John T. Kretchmer  | Joss Whedon, David Greenwalt | 29 września 1997     | 5V03 |
| 16 | 4  | Inca Mummy Girl                  | Mumia                           | Ellen S. Pressman  | Matt Kiene, Joe Reinkemeyer  | 6 października 1997  | 5V04 |
| 17 | 5  | Reptile Boy                      | Gadopodobny                     | David Greenwalt    | David Greenwalt              | 13 października 1997 | 5V05 |
| 18 | 6  | Halloween                        | Wigilia Wszystkich Świętych     | Bruce Seth Green   | Carl Ellsworth               | 27 października 1997 | 5V06 |
| 19 | 7  | Lie to Me                        | Sekrety i kłamstwa              | Joss Whedon        | Joss Whedon                  | 2 listopada 1997     | 5V07 |
| 20 | 8  | The Dark Age                     | Demony przeszłości              | Bruce Seth Green   | Dean Batali, Rob Des Hotel   | 10 listopada 1997    | 5V08 |
| 21 | 9  | What’s My Line (Part 1)          | Pogromczyni (Część 1)           | David Solomon      | Howard Gordon, Marti Noxon   | 17 listopada 1997    | 5V09 |
| 22 | 10 | What’s My Line (Part 2)          | Pogromczyni (Część 2)           | David Semel        | Marti Noxon                  | 24 listopada 1997    | 5V10 |
| 23 | 11 | Ted                              | Ted                             | Bruce Seth Green   | David Greenwalt, Joss Whedon | 8 grudnia 1997       | 5V11 |
| 24 | 12 | Bad Eggs                         | Ale jaja!                       | David Greenwalt    | Marti Noxon                  | 12 stycznia 1998     | 5V12 |
| 25 | 13 | Surprise (Part 1)                | Niespodzianka (Część 1)         | Michael Lange      | Marti Noxon                  | 19 stycznia 1998     | 5V13 |
| 26 | 14 | Innocence (Part 2)               | Koniec z niewinnością (Część 2) | Joss Whedon        | Joss Whedon                  | 20 stycznia 1998     | 5V14 |
| 27 | 15 | Phases                           | Fazy księżyca                   | Bruce Seth Green   | Rob Des Hotel, Dean Batali   | 27 stycznia 1998     | 5V15 |
| 28 | 16 | Bewitched, Bothered & Bewildered | Hokus pokus w walentynki        | James A. Contner   | Marti Noxon                  | 10 lutego 1998       | 5V16 |
| 29 | 17 | Passion                          | Pasja                           | Michael Gershman   | David Tyron King             | 24 lutego 1998       | 5V17 |
| 30 | 18 | Killed by Death                  | Dotyk śmierci                   | Deran Sarafian     | Rob Des Hotel, Dean Batali   | 3 marca 1998         | 5V18 |
| 31 | 19 | I Only Have Eyes For You         | Czy te oczy mogą kłamać?        | James Whitmore Jr. | Marti Noxon                  | 28 kwietnia 1998     | 5V19 |
| 32 | 20 | Go Fish                          | Plusk!                          | David Semel        | David Fury, Elin Hampton     | 5 maja 1998          | 5V20 |
| 33 | 21 | Becoming (Part 1)                | Tożsamość Buffy (Część 1)       | Joss Whedon        | Joss Whedon                  | 12 maja 1998         | 5V21 |
| 34 | 22 | Becoming (Part 2)                | Tożsamość Buffy (Część 2)       | Joss Whedon        | Joss Whedon                  | 19 maja 1998         | 5V22 |

## Sezon trzeci
| Nr | #  | Tytuł                   | Tytuł polski                      | Reżyseria          | Scenariusz                     | Premiera             | Kod    |
| -- | -- | ----------------------- | --------------------------------- | ------------------ | ------------------------------ | -------------------- | ------ |
| 35 | 1  | Anne                    | Anna                              | Joss Whedon        | Joss Whedon                    | 29 września 1998     | 3ABB01 |
| 36 | 2  | Dead Man’s Party        | Impreza z zombi                   | James Whitmore Jr. | Marti Noxon                    | 6 października 1998  | 3ABB02 |
| 37 | 3  | Faith, Hope & Trick     | Wiara, nadzieja i trick           | James A. Contner   | David Greenwalt                | 13 października 1998 | 3ABB03 |
| 38 | 4  | Beauty and the Beast    | Piękna i bestie                   | James Whitmore Jr. | Marti Noxon                    | 20 października 1998 | 3ABB04 |
| 39 | 5  | Homecoming              | Powrót do domu                    | David Greenwalt    | David Greenwalt                | 3 listopada 1998     | 3ABB05 |
| 40 | 6  | Band Candy              | Batoniki, cukiereczki, ciasteczka | Michael Lange      | Jane Espenson                  | 10 listopada 1998    | 3ABB06 |
| 41 | 7  | Revelations             | Nowiny                            | James A. Contner   | Douglas Petrie                 | 17 listopada 1998    | 3ABB07 |
| 42 | 8  | Lover’s Walk            | Zmagania kochania                 | David Semel        | Dan Vebber                     | 24 listopada 1998    | 3ABB08 |
| 43 | 9  | The Wish                | Życzenia                          | David Greenwalt    | Marti Noxon                    | 8 grudnia 1998       | 3ABB09 |
| 44 | 10 | Amends                  | Gwiazdka Buffy Summers            | Joss Whedon        | Joss Whedon                    | 15 grudnia 1998      | 3ABB10 |
| 45 | 11 | Gingerbread             | Po nitce do kłębka                | James Whitmore Jr. | Jane Espenson, Thania St. John | 12 stycznia 1999     | 3ABB11 |
| 46 | 12 | Helpless                | Bezradność                        | James A. Contner   | David Fury                     | 19 stycznia 1999     | 3ABB12 |
| 47 | 13 | The Zeppo               | Fajny gość                        | James Whitmore Jr. | Dan Vebber                     | 26 stycznia 1999     | 3ABB13 |
| 48 | 14 | Bad Girls               | Bo to złe kobiety były...         | Michael Lange      | Douglas Petrie                 | 9 lutego 1999        | 3ABB14 |
| 49 | 15 | Consequences            | Konsekwencja                      | Michael Gershman   | Marti Noxon                    | 16 lutego 1999       | 3ABB15 |
| 50 | 16 | Doppelgägland           | Demony, amulety i inne...         | Joss Whedon        | Joss Whedon                    | 23 lutego 1999       | 3ABB16 |
| 51 | 17 | Enemies                 | Wrogowie                          | David Grossman     | Douglas Petrie                 | 16 marca 1999        | 3ABB17 |
| 52 | 18 | Earshot                 | Tajemnice zdrowej skóry           | Regis Kimble       | Jane Espenson                  | 21 marca 1999        | 3ABB18 |
| 53 | 19 | Choices                 | Na rozstaju                       | James A. Contner   | David Fury                     | 4 maja 1999          | 3ABB19 |
| 54 | 20 | The Prom                | Bal absolwentów                   | David Solomon      | Marti Noxon                    | 11 maja 1999         | 3ABB20 |
| 55 | 21 | Graduation Day (Part 1) | Rozdanie świadectw (Część 1)      | Joss Whedon        | Joss Whedon                    | 18 maja 1999         | 3ABB21 |
| 56 | 22 | Graduation Day (Part 2) | Rozdanie świadectw (Część 2)      | Joss Whedon        | Joss Whedon                    | 13 czerwca 1999      | 3ABB22 |

## Sezon czwarty
| Nr | #  | Tytuł                     | Tytuł polski              | Reżyseria        | Scenariusz                             | Premiera             | Kod    |
| -- | -- | ------------------------- | ------------------------- | ---------------- | -------------------------------------- | -------------------- | ------ |
| 57 | 1  | The Freshman              | Freshman                  | Joss Whedon      | Joss Whedon                            | 5 października 1999  | 4ABB01 |
| 58 | 2  | Living Conditions         | Warunki życia             | David Grossman   | Marti Noxon                            | 12 października 1999 | 4ABB02 |
| 59 | 3  | The Harsh Light of Day    | Brutalny świt             | James A. Contner | Jane Espenson                          | 19 października 1999 | 4ABB03 |
| 60 | 4  | Fear, Itself              | W obawie przed sobą       | Tucker Gates     | David Fury                             | 26 października 1999 | 4ABB04 |
| 61 | 5  | Beer Bad                  | Po przejściach            | David Solomon    | Tracey Forbes                          | 2 listopada 1999     | 4ABB05 |
| 62 | 6  | Wild at Heart             | Dzikość serca             | David Grossman   | Marti Noxon                            | 9 listopada 1999     | 4ABB06 |
| 63 | 7  | The Initiative            | Z inicjatywą              | James A. Contner | Douglas Petrie                         | 16 listopada 1999    | 4ABB07 |
| 64 | 8  | Pangs                     | Wyrzuty sumienia          | Michael Lange    | Jane Espenson                          | 23 listopada 1999    | 4ABB08 |
| 65 | 9  | Something Blue            | Odrobina błękitu          | Nick Marck       | Tracey Forbes                          | 30 listopada 1999    | 4ABB09 |
| 66 | 10 | Hush                      | Cicho sza!                | Joss Whedon      | Joss Whedon                            | 14 grudnia 1999      | 4ABB10 |
| 67 | 11 | Doomed                    | Naznaczona                | James A. Contner | Marti Noxon, David Fury, Jane Espenson | 18 stycznia 2000     | 4ABB11 |
| 68 | 12 | A New Man                 | Ktoś nowy                 | Michael Gershman | Jane Espenson                          | 25 stycznia 2000     | 4ABB12 |
| 69 | 13 | The I in Team             | Ja tu dowodzę             | James A. Contner | David Fury                             | 8 lutego 2000        | 4ABB13 |
| 70 | 14 | Goodbye Iowa              | Żegnaj, Iowo              | David Solomon    | Marti Noxon                            | 15 lutego 2000       | 4ABB14 |
| 71 | 15 | This Year’s Girl (Part 1) | Dziewczyna roku (Część 1) | Michael Gershman | Douglas Petrie                         | 22 lutego 2000       | 4ABB15 |
| 72 | 16 | Who Are You (Part 2)      | Kim jesteś? (Część 2)     | Joss Whedon      | Joss Whedon                            | 29 lutego 2000       | 4ABB16 |
| 73 | 17 | Superstar                 | Superstar                 | David Grossman   | Jane Espenson                          | 4 kwietnia 2000      | 4ABB17 |
| 74 | 18 | Where the Wild Things Are | Gdzie drzemie dzikość     | David Solomon    | Tracey Forbes                          | 25 kwietnia 2000     | 4ABB18 |
| 75 | 19 | New Moon Rising           | Księżyc w nowiu           | James A. Contner | Marti Noxon                            | 2 maja 2000          | 4ABB19 |
| 76 | 20 | The Yoko Factor (Part 1)  | Czynnik Yoko (Część 1)    | David Grossman   | Douglas Petrie                         | 9 maja 2000          | 4ABB20 |
| 77 | 21 | Primeval (Part 2)         | Pradawny (Część 2)        | James A. Contner | David Fury                             | 16 maja 2000         | 4ABB21 |
| 78 | 22 | Restless                  | Bez spokoju               | Joss Whedon      | Joss Whedon                            | 23 maja 2000         | 4ABB22 |

## Sezon piąty
| Nr  | #  | Tytuł                   | Tytuł polski         | Reżyseria           | Scenariusz                    | Premiera             | Kod    |
| --- | -- | ----------------------- | -------------------- | ------------------- | ----------------------------- | -------------------- | ------ |
| 79  | 1  | Buffy vs. Dracula       | Buffy kontra Drakula | David Solomon       | Marti Noxon                   | 26 września 2000     | 5ABB01 |
| 80  | 2  | Real Me                 | Prawdziwa ja         | David Grossman      | David Fury                    | 3 października 2000  | 5ABB02 |
| 81  | 3  | The Replacement         | Wymiana              | James A. Contner    | Jane Espenson                 | 10 października 2000 | 5ABB03 |
| 82  | 4  | Out of My Mind          | Szaleństwo           | David Grossman      | Rebecca Rand Kirshner         | 17 października 2000 | 5ABB04 |
| 83  | 5  | No Place Like Home      | Nie ma jak w domu    | David Solomon       | Douglas Petrie                | 24 października 2000 | 5ABB05 |
| 84  | 6  | Family                  | Rodzina              | Joss Whedon         | Joss Whedon                   | 7 listopada 2000     | 5ABB06 |
| 85  | 7  | Fool for Love           | Chora miłość         | Nick Marck          | Douglas Petrie                | 14 listopada 2000    | 5ABB07 |
| 86  | 8  | Shadow                  | Cień                 | Daniel Attias       | David Fury                    | 21 listopada 2000    | 5ABB08 |
| 87  | 9  | Listening to Fear       | Piętno strachu       | David Solomon       | Rebecca Rand Kirshner         | 28 listopada 2000    | 5ABB09 |
| 88  | 10 | Into the Woods          | W lesie              | Marti Noxon         | Marti Noxon                   | 19 grudnia 2000      | 5ABB10 |
| 89  | 11 | Triangle                | Trójkąt              | Christopher Hibbler | Jane Espenson                 | 9 stycznia 2001      | 5ABB11 |
| 90  | 12 | Checkpoint              | Punkt kontrolny      | Nick Marck          | Douglas Petrie, Jane Espenson | 23 stycznia 2001     | 5ABB12 |
| 91  | 13 | Blood Ties              | Więzy krwi           | Michael Gershman    | Steven S. DeKnight            | 6 lutego 2001        | 5ABB13 |
| 92  | 14 | Crush                   | Zauroczenie          | Daniel Attias       | David Fury                    | 13 lutego 2001       | 5ABB14 |
| 93  | 15 | I Was Made to Love You  | Stworzony do miłości | James A. Contner    | Jane Espenson                 | 20 lutego 2001       | 5ABB15 |
| 94  | 16 | The Body                | Ciało                | Joss Whedon         | Joss Whedon                   | 27 lutego 2001       | 5ABB16 |
| 95  | 17 | Forever                 | Na zawsze            | Marti Noxon         | Marti Noxon                   | 17 kwietnia 2001     | 5ABB17 |
| 96  | 18 | Intervention            | Interwencja          | Michael Gershman    | Jane Espenson                 | 24 kwietnia 2001     | 5ABB18 |
| 97  | 19 | Tough Love              | Trudna miłość        | David Grossman      | Rebecca Rand Kirshner         | 1 maja 2001          | 5ABB19 |
| 98  | 20 | Spiral                  | Spirala              | James A. Contner    | Steven S. DeKnight            | 8 maja 2001          | 5ABB20 |
| 99  | 21 | The Weight of the World | Ciężar świata        | David Solomon       | Douglas Petrie                | 15 maja 2001         | 5ABB21 |
| 100 | 22 | The Gift                | Prezent              | Joss Whedon         | Joss Whedon                   | 22 maja 2001         | 5ABB22 |

## Sezon szósty
| №  | Nr  | Tytuł                   | Tytuł polski                 | Reżyseria        | Scenariusz                    | Premiera             | Kod    |
| -- | --- | ----------------------- | ---------------------------- | ---------------- | ----------------------------- | -------------------- | ------ |
| 1  | 101 | Bargaining (Part 1)     | Na granicy światów - Część 1 | David Grossman   | Marti Noxon                   | 2 października 2001  | 6ABB01 |
| 2  | 102 | Bargaining (Part 2)     | Na granicy światów - Część 2 | David Grossman   | David Fury                    | 2 października 2001  | 6ABB02 |
| 3  | 103 | After Life              | Życie po śmierci             | David Solomon    | Jane Espenson                 | 9 października 2001  | 6ABB03 |
| 4  | 104 | Flooded                 | Pod wodą                     | Douglas Petrie   | Douglas Petrie, Jane Espenson | 16 października 2001 | 6ABB04 |
| 5  | 105 | Life Serial             | Szara codzienność            | Nick Marck       | David Fury, Jane Espenson     | 23 października 2001 | 6ABB05 |
| 6  | 106 | All the Way             | Halloween                    | David Solomon    | Steven S. DeKnight            | 30 października 2001 | 6ABB06 |
| 7  | 107 | Once More, with Feeling | Zagraj to jeszcze raz        | Joss Whedon      | Joss Whedon                   | 6 listopada 2001     | 6ABB07 |
| 8  | 108 | Tabula Rasa             | Tabula Rasa                  | David Grossman   | Rebecca Rand Kirshner         | 13 listopada 2001    | 6ABB08 |
| 9  | 109 | Smashed                 | Do bólu                      | Turi Meyer       | Drew Z. Greenberg             | 20 listopada 2001    | 6ABB09 |
| 10 | 110 | Wrecked                 | Wycieńczenie                 | David Solomon    | Marti Noxon                   | 27 listopada 2001    | 6ABB10 |
| 11 | 111 | Gone                    | Niewidzialny Wróg            | David Fury       | David Fury                    | 8 stycznia 2002      | 6ABB11 |
| 12 | 112 | Doublemeat Palace       | Wściekłe krowy               | Nick Marck       | Jane Espenson                 | 29 stycznia 2002     | 6ABB12 |
| 13 | 113 | Dead Things             | W niewoli zmysłów            | James A. Contner | Steven S. DeKnight            | 5 lutego 2002        | 6ABB13 |
| 14 | 114 | Older and Far Away      | Urodziny                     | Michael Gershman | Drew Z. Greenberg             | 12 lutego 2002       | 6ABB14 |
| 15 | 115 | As You Were             | Powrót do przeszłości        | Douglas Petrie   | Douglas Petrie                | 26 lutego 2002       | 6ABB15 |
| 16 | 116 | Hell’s Bells            | Piekielne wesele             | David Solomon    | Rebecca Rand Kirshner         | 5 marca 2002         | 6ABB16 |
| 17 | 117 | Normal Again            | Powrót do normalności        | Rick Rosenthal   | Diego Gutierrez               | 12 marca 2002        | 6ABB17 |
| 18 | 118 | Entropy                 | Entropia                     | James A. Contner | Drew Z. Greenberg             | 30 kwietnia 2002     | 6ABB18 |
| 19 | 119 | Seeing Red              | W afekcie                    | Michael Gershman | Steven S. DeKnight            | 7 maja 2002          | 6ABB19 |
| 20 | 120 | Villains                | Szał                         | David Solomon    | Marti Noxon                   | 14 maja 2002         | 6ABB20 |
| 21 | 121 | Two to Go (Part 1)      | Na celowniku (Część 1)       | Bill L. Norton   | Douglas Petrie                | 21 maja 2002         | 6ABB21 |
| 22 | 122 | Grave (Part 2)          | Grób (Część 2)               | James A. Contner | David Fury                    | 21 maja 2002         | 6ABB22 |

## Sezon siódmy
| №  | Nr  | Tytuł                          | Tytuł polski                           | Reżyseria        | Scenariusz                    | Premiera             | Kod    |
| -- | --- | ------------------------------ | -------------------------------------- | ---------------- | ----------------------------- | -------------------- | ------ |
| 1  | 123 | Lessons                        | Lekcje                                 | David Solomon    | Joss Whedon                   | 24 września 2002     | 7ABB01 |
| 2  | 124 | Beneath You                    | W głębi duszy                          | Nick Marck       | Douglas Petrie                | 1 października 2002  | 7ABB02 |
| 3  | 125 | Same Time, Same Place          | W tym samym miejscu, o tej samej porze | James A. Contner | Jane Espenson                 | 8 października 2002  | 7ABB03 |
| 4  | 126 | Help                           | Pomocy                                 | Rick Rosenthal   | Rebecca Rand Kirshner         | 15 października 2002 | 7ABB04 |
| 5  | 127 | Selfless                       | Zatracona                              | David Solomon    | Drew Goddard                  | 22 października 2002 | 7ABB05 |
| 6  | 128 | Him                            | On                                     | Michael Gershman | Drew Z. Greenberg             | 5 listopada 2002     | 7ABB06 |
| 7  | 129 | Conversations with Dead People | Głosy zza grobu                        | Nick Marck       | Jane Espenson, Drew Goddard   | 12 listopada 2002    | 7ABB07 |
| 8  | 130 | Sleeper                        | We śnie                                | Alan J. Levi     | David Fury, Jane Espenson     | 19 listopada 2002    | 7ABB08 |
| 9  | 131 | Never Leave Me                 | Nie opuszczaj mnie                     | David Solomon    | Drew Goddard                  | 26 listopada 2002    | 7ABB09 |
| 10 | 132 | Bring On the Night             | Zapada zmrok                           | David Grossman   | Marti Noxon, Douglas Petrie   | 17 grudnia 2002      | 7ABB10 |
| 11 | 133 | Showtime                       | Chwila prawdy                          | Michael Grossman | David Fury                    | 7 stycznia 2003      | 7ABB11 |
| 12 | 134 | Potential                      | Nowa generacja                         | James A. Contner | Rebecca Rand Kirshner         | 21 stycznia 2003     | 7ABB12 |
| 13 | 135 | The Killer In Me               | Morderca we mnie                       | David Solomon    | Drew Z. Greenberg             | 4 lutego 2003        | 7ABB13 |
| 14 | 136 | First Date                     | Pierwsza randka                        | David Grossman   | Jane Espenson                 | 11 lutego 2003       | 7ABB14 |
| 15 | 137 | Get It Done                    | Powrót do źródeł                       | Douglas Petrie   | Douglas Petrie                | 18 lutego 2003       | 7ABB15 |
| 16 | 138 | Storyteller                    | Ku potomności                          | Marita Grabiak   | Jane Espenson                 | 25 lutego 2003       | 7ABB16 |
| 17 | 139 | Lies My Parents Told Me        | Wspomnienia z dzieciństwa              | David Fury       | David Fury, Drew Goddard      | 25 marca 2003        | 7ABB17 |
| 18 | 140 | Dirty Girls                    | Niegrzeczne dziewczynki                | Michael Gershman | Drew Goddard                  | 15 kwietnia 2003     | 7ABB18 |
| 19 | 141 | Empty Places                   | Miasto duchów                          | James A. Contner | Drew Z. Greenberg             | 29 kwietnia 2003     | 7ABB19 |
| 20 | 142 | Touched                        | Zbliżenie                              | David Solomon    | Rebecca Rand Kirshner         | 6 maja 2003          | 7ABB20 |
| 21 | 143 | End Of Days                    | I stanie się koniec                    | Marita Grabiak   | Douglas Petrie, Jane Espenson | 13 maja 2003         | 7ABB21 |
| 22 | 144 | Chosen                         | Wybrana                                | Joss Whedon      | Joss Whedon                   | 20 maja 2003         | 7ABB22 |